# Benno Schmitz
Benno Schmitz (* 17. November 1994 in München) ist ein deutscher Fußballspieler. Seit Juli 2025 ist er ein zweites Mal Vertragsspieler der Zweitvertretung des FC Bayern München.

## Karriere

### Vereine
Schmitz’ erster Fußballverein war der SV Waldperlach in München. Er wechselte 2001 in die Jugendabteilung des FC Bayern München. Beim FC Bayern München absolvierte er die gesamte Jugendausbildung und wurde 2013 von Trainer Erik ten Hag in die zweite Mannschaft befördert. Mit den Amateuren wurde er Meister der Regionalliga Bayern, scheiterte aber mit ihnen anschließend in der Aufstiegsrunde zur 3. Liga am SC Fortuna Köln. Am 19. April 2014 (31. Spieltag) nahm er unter Trainer Pep Guardiola im Bundesligaspiel gegen Eintracht Braunschweig zum ersten Mal auf der Ersatzbank der Profis Platz, kam jedoch nicht zum Einsatz. 
Zur Saison 2014/15 verpflichtete ihn der österreichische Bundesligist FC Red Bull Salzburg unter Leitung von Sportdirektor Ralf Rangnick. Am 23. August 2014 (5. Spieltag) debütierte er beim 5:0-Sieg im Punktspiel gegen den SCR Altach. In der 2. Runde um den ÖFB-Cup sprang er am 24. September 2014 beim 11:2-Sieg beim Wiener Sportklub für den verletzten Christian Schwegler ein und gab sein Startelfdebüt.
Zur Saison 2016/17 kehrte er nach Deutschland zurück und schloss sich dem Bundesligaaufsteiger RB Leipzig an, bei dem er einen bis Juni 2020 laufenden Vertrag erhielt. Sein Bundesligadebüt gab er am 28. August 2016 (1. Spieltag) beim 2:2-Unentschieden im Auswärtsspiel gegen die TSG 1899 Hoffenheim.
Zur Saison 2018/19 wechselte er zum Bundesliga-Absteiger 1. FC Köln, mit dem er einen bis zum 30. Juni 2022 laufenden Vertrag unterschrieb. In seiner ersten Saison bestritt er 15 Zweitligaspiele und kehrte mit dem Verein in die Bundesliga zurück. Am 2. März 2022 gab der Verein bekannt, dass man den Vertrag mit Schmitz bis 2024 verlängert habe. Sein erstes Bundesligator gelang ihm am 9. November 2022 (14. Spieltag) bei der 1:2-Niederlage im Heimspiel gegen Bayer 04 Leverkusen mit dem Treffer zur 1:0-Führung in der 30. Minute. Den ihm im Sommer 2024 angebotenen Vertrag für die 2. Fußball-Bundesliga nahm Schmitz nicht an. Schmitz wechselte daraufhin zum Schweizer Rekordmeister Grasshopper-Club Zürich.
Zur Saison 2025/26 kehrte er zu den Amateuren des FC Bayern München zurück.

### Nationalmannschaft
Schmitz debütierte 90 Minuten lang als Nationalspieler für die U20-Nationalmannschaft, die am 6. September 2013 in Pfullendorf das Testspiel gegen die U20-Nationalmannschaft Polens mit 2:0 gewann. Am 13. Oktober 2014 bestritt er sein letztes Länderspiel in dieser Altersklasse; in Harkema endete die Begegnung mit der U20-Nationalmannschaft der Niederlande 1:1 unentschieden.

## Erfolge
- Österreichischer Meister 2015, 2016
- Österreichischer Cup-Sieger 2015, 2016
- Zweiter Deutsche Meisterschaft 2017
- Zweitliga-Meister 2019
- Meister Regionalliga Bayern 2014
- Deutscher Meister 2014